# Eftimie Murgu (Caraș-Severin)
Eftimie Murgu (in ungherese Ógerlistye) è un comune della Romania di 1719 abitanti, ubicato nel distretto di Caraș-Severin, nella regione storica del Banato.
Chiamato Rudăria fino al 1970, il comune ha assunto la denominazione attuale in onore dell'uomo politico Eftimie Murgu (1805-1870), che vi è nato, nel centenario della morte.